# Episodi di Màkari (terza stagione)
La terza stagione della serie televisiva Màkari, composta da 4 episodi, è stata trasmessa in prima visione e in prima serata su Rai 1 dal 18 febbraio al 10 marzo 2024.
| nº | Titolo                  | Prima TV         |
| -- | ----------------------- | ---------------- |
| 1  | Il fatto viene dopo     | 18 febbraio 2024 |
| 2  | La città perfetta       | 25 febbraio 2024 |
| 3  | Tutti i libri del mondo | 3 marzo 2024     |
| 4  | La segreta alchimia     | 10 marzo 2024    |

## Il fatto viene dopo
Saverio viene chiamato a tenere un corso sul poliziesco in un liceo su suggerimento della professoressa Michela Pacino, sua grande estimatrice. Suleima, un po' ingelosita, decide di ospitare l'amico Giulio, ex compagno di università, giù di corda per essere stato lasciato dalla fidanzata, e che da tempo lavora come artista visivo, coinvolgendolo nei suoi progetti di architettura; tra l'altro, in passato sono stati fidanzati. Peppe invece si invaghisce di Azrah, la nuova formidabile cuoca tunisina che lavora alla locanda di Marilù.
Nel frattempo, dopo tanti anni, nella vita di Saverio si rifanno vive due ex fidanzate, Antonia e Serena. Al tempo dell'università Saverio era fidanzato con Antonia ma la tradiva con Serena, che era la migliore amica di Antonia, la quale non li ha mai perdonati. Le due sono ora divise da una nuova controversia: durante una lite Guglielmo, figlio di Serena e Felice, ha rotto il setto nasale di Fabrizio, figlio di Antonia e Bernardo, e questi ultimi hanno chiesto un risarcimento di 120.000 euro. A differenza di Serena, per Antonia si tratta di pochi spiccioli dato che suo marito è un broker ricchissimo; Serena è convinta che solo Saverio sia in grado di convincerla a rinunciare.
Saverio incontra Antonia, che ci prova spudoratamente con lui dichiarando che lei e il marito hanno un "rapporto libero", ma viene respinta. Antonia e Bernardo non cedono alla richiesta. Un giorno, a Punta Zirafa, Bernardo viene trovato morto ammazzato con un colpo di pistola in fronte, dando l'impressione che dovesse incontrarsi con qualcuno di nascosto; Felice è sospettato dell'omicidio. Saverio e Peppe scoprono che in realtà Fabrizio si è rotto il naso durante un allenamento di boxe; Antonia ammette ai due che la denuncia era un imbroglio dovuto alla necessità di rimediare molti soldi, perché tutto ciò che possiede verrà pignorato e sequestrato dalle banche entro poche settimane a causa dei debiti contratti da Bernardo negli ultimi anni. Antonia ha provato a salvare le apparenze, senza sapere come il marito riuscisse a procurarsi il denaro per andare avanti; lei ha quindi pensato a questa truffa soprattutto per il figlio, non volendo che finisse in miseria.
Mentre la posizione di Felice migliora, viene ritrovata l'auto di Bernardo con all'interno abiti femminili. Antonia spiega a Saverio, Peppe e al vicequestore Randone che, delusa per i fallimenti del marito, lo ha tradito tante volte anche con gente che conosceva per ridicolizzarlo e punirlo, anche se dice di essersi sentita lei male per prima. Saverio e Michela ispezionano lo studio di Bernardo e trovano tante cambiali che provano come lui si affidasse a uno strozzino, Gaspare, il quale è pure il padrone del circolo nautico; Antonia ammette di essere andata a letto con Gaspare, il quale voleva rivederla ma lei lo ha respinto. Gaspare afferma, anche per senso di colpa, di aver voluto annullare tutti gli interessi e tolto ogni scadenza, facendosi ripagare poco alla volta; ultimamente lo ha visto molto impegnato, tuttavia non sa come riuscisse a restituirgli i soldi.
Nell'armadietto di Bernardo vengono trovate una pistola (procurata illegalmente), un costume da clown e un cellulare a cui risponde una donna. Quest'ultima si rivela essere un'animatrice di feste per bambini: lei e Bernardo erano semplicemente colleghi, e anche se a lui in fondo piaceva questo lavoro e lo rendeva felice, si vergognava di farlo sapere alla famiglia; prima delle feste i due avevano l'abitudine di cambiarsi in macchina, e ciò spiega la presenza di abiti femminili in quella di Bernardo. Antonia si commuove nello scoprire cosa il marito faceva per vivere, ricordando di come già molti anni prima gli piacesse far divertire i bambini alle feste di compleanno di Fabrizio, del suo affetto che tentava di celare per il figlio ormai cresciuto, e di come lei stessa non sia riuscita a comprendere il valore della sua famiglia, insultando Bernardo per l'ennesima volta.
Nel computer di Bernardo vengono trovati non solo video di Fabrizio quando era bambino (che ogni tanto Bernardo riguardava con nostalgia), ma anche video dove il ragazzo spaccia droga con altri. Bernardo aveva pregato mille volte il figlio di smettere per salvarlo da quei criminali, ma per tutta risposta lui gli rideva in faccia e gli dava del fallito; allora Bernardo iniziò a girare quei video per ricattare quei delinquenti e allontanarli dal figlio. Fabrizio racconta che l'uomo per cui spacciava è Venturino, il suo allenatore di boxe; Bernardo aveva fissato un appuntamento con lui, ma ingenuo com'era non portò con sé la pistola pensando che bastasse parlarci, e Venturino lo uccise. L'uomo prova a colpire con un pugno Saverio, ma viene steso da un colpo di Peppe, e poi arrestato da Randone. Antonia e Serena fanno pace.
- Tratto da: Il fatto viene dopo (racconto contenuto nell'antologia La crisi in giallo, 2015).
- Altri interpreti: Eurydice El-Etr (Azrah), Roberta Procida (Serena Bellavista), Francesca Turrini (Marina Tadde), Enrica Pintore (Antonia Aimondi), Giorgio Borghetti (Gaspare Migliaccio), Massimiliano Davoli (Felice Annone), Fabrizio Coniglio (vicepreside Ruggero Pomarancio), Tiziano Scirè (Fabrizio De Gregorio), Andrea Giannini (Venturino, allenatore di boxe), Irene Muscarà (animatrice), Francesco Grillo (Guglielmo Annone), Alessio Alessandra (Bernardo De Gregorio).
- Ascolti: telespettatori 3 997 000 – share 22,7%.[3]

## La città perfetta
Saverio Lamanna viene invitato come moderatore a una conferenza a Gibellina in memoria del terremoto del 1968 che ha distrutto il paesino; per l’occasione sono arrivati dal Belgio e dalla Francia degli emigrati e dei discendenti di abitanti del posto. Durante l’incontro, Leone Curatolo, figlio di un uomo che salvò numerose persone durante il terremoto, si scaglia contro il professor Cardenio, cultore della Gibellina Nuova, lamentando la sua gestione dell’associazione cittadina e auspicando il furto delle opere d’arte tanto care al conferenziere. 
Saverio ha modo di conoscere Biagio Gigliotta e la moglie Claudia, che sono arrivati dal Belgio anche per spargere le ceneri del padre dell’uomo. Il giorno dopo si scopre che effettivamente è stata rubata un’opera, e il maresciallo Guareschi sospetta da subito di Curatolo. Lamanna e Piccionello si mettono sulle tracce di Biagio, ritrovandolo nel cretto sorto sulle ceneri di Gibellina Vecchia. 
Successivamente Curatolo viene ritrovato morto e viene subito arrestato Gigliotta, che si trovava sul luogo del delitto. Lamanna e Piccionello però sono convinti dell’innocenza dell’uomo perché aveva commissionato a Curatolo una lapide per il padre, e quindi non avrebbe avuto motivo di ucciderlo. I due scoprono che la vittima aveva costruito un appostamento nel bosco di fronte alla sua villa, e più tardi sorprendono la vedova Elena con il cantante emigrato soprannominato Jerry Landon, intuendo che la vittima avesse dei sospetti e per questo lì stava spiando con un binocolo; i due affermano di amarsi da tempo, ma negano di essere coinvolti nell’omicidio perché non ne avrebbero avuto motivo. 
Lamanna e Piccionello infine scoprono che ad uccidere Leone è stata Claudia, la moglie di Biagio: la villa dei Curatolo apparteneva a suo padre Gaetano Darinello, ufficialmente una delle vittime del terremoto, il cui corpo però non fu mai rinvenuto, e solo dopo la tragedia era diventata di loro proprietà. I due sorprendono la donna a casa di Enzo, padre di Leone, con un fucile in mano perché vuole sapere dall'anziano la verità sulla morte del padre, scomparso in una zona poco colpita dal terremoto, ma Enzo, che da tempo è costretto alla sedia a rotelle a causa di un ictus, decide di rimanere in silenzio per vendetta gettando lontano il dispositivo che gli consente di parlare; la signora Gigliotta confessa anche di aver ucciso Leone con un martello perché questo voleva impedirle di rendere pubblica la storia secondo la quale suo padre fu ucciso dal signor Curatolo, col quale era in cattivi rapporti per questioni di confine e col quale doveva incontrarsi. 
Lamanna e Piccionello aiutano Giulio e Suleima a salvare Alima, la sorella di Azrah, la cuoca del ristorante di Marilù, da alcuni papponi che l'avevano rapita per farla prostituire, e a partire per Genova dove verrà accolta in una casa-famiglia prima che possa ritornare a Màkari.
- Tratto da: La città perfetta (racconto contenuto nell'antologia Una giornata in giallo, 2018).
- Altri interpreti: Eurydice El-Etr (Azrah), Sergio Vespertino (maresciallo Guareschi), Orio Scaduto (Leone Curatolo), Hélène Nardini (Agnese Pasamonte), Paolo Giovannucci (professor Cardenio), Maria Letizia Gorga (Elena), Fabrizio Coniglio (vicepreside Ruggero Pomarancio), Manlio Dovì (Jerry Landon), Laetitia Tamburrino (Margot Curatolo), Alessandro Schiavo (Biagio Gigliotta), Stephanie Taillandier (Claudia Darinello), Gabriele Greco (?), Gianni Agrò (Enzo Curatolo), Carmelo Rosario Cannavò (?), Rosanna Sapia (Alima).
- Ascolti: telespettatori 3 982 000 – share 22,6%.[4]

## Tutti i libri del mondo
Saverio e Piccionello vanno al festival letterario accompagnati da Accursio (il manager di Saverio) e Liborio Sanbuchi, l'editore, per promuovere i libri di Saverio; al festival incontrano Nino Ardente, ex editore ormai finito in rovina. Dopo aver partecipato al festival di letteratura, Saverio a sorpresa riceve per la prima volta la visita dei genitori di Suleima, Alfonso e Matilde, che stravedono per Giulio, cosa che lo infastidisce non poco. 
La mattina seguente Marilù trova Nino (che era un suo amico d'infanzia) morto nella propria auto, nella quale viveva date le sue difficoltà economiche. All'interno del veicolo viene ritrovato un biglietto scritto dall'uomo in cui accusa Marilù della sua prossima morte; Nunzia, l'ex moglie di Ardente, conferma che la calligrafia è quella di Nino. Secondo Randone si tratta di un delitto passionale e perciò sospetta di Marilù dato che i due, quando erano giovani, avevano avuto una relazione. Liborio e Accursio raccontano a Saverio che in passato Nino era un editore, molto stimato nell'ambiente letterario, ma in reazione al fallimento della propria casa editrice ebbe un esaurimento nervoso, tanto che lasciò la moglie Nunzia; successivamente iniziò a vendere libri lavorando come ambulante, anche se a malapena riusciva a guadagnare dei soldi. Saverio tuttavia dubita della colpevolezza di Marilù e nota che nell'auto della vittima ci sono dei volantini pubblicitari.
Lamanna e Piccionello fanno visita ai familiari della vittima e, nel corso di una seduta spiritica, Agata, la figlia di Nino, attacca lo zio Ignazio, tipografo della casa editrice del padre. Poco dopo Agata racconta a Lamanna e Piccionello che il padre aveva accusato il cognato di aver rubato dei soldi e per questo si era scontrato anche con Nunzia, tanto che i due si separarono. Ignazio racconta ai due che Nino lo aveva denunciato salvo poi ritirare la denuncia d'accordo con il suo avvocato perché non vi erano elementi per procedere, era stata Nunzia a prendere i soldi da Nino prestandoli al fratello che ne aveva bisogno, e tra l'altro Ignazio gli aveva anche restituito tutto il denero. Nino non aveva accettato il fallimento della propria casa editrice, e quindi proiettò la sua rabbia contro Ignazio perché era geloso del rapporto che c'era tra lui e Nunzia. Quest'ultima spiega a Saverio che la bancarotta di Nino era dovuta al fatto che commise l'errore di pubblicare libri scritti da autori poco conosciuti, non ottenendo mai dei profitti. La perizia accerta che il bigliettino trovato nell'auto della vittima è un falso e quindi Marilù non è più sospettata.
Accursio, guardando uno dei volantini pubblicitari che Saverio aveva trovato in possesso di Nino, nota che è stato stampato dalla tipografia di Ignazio, il quale rivela a Saverio che un giorno lui, in compagnia di un altro uomo, gli chiese di stampargli delle copie di quei volantini; Saverio decide dunque di spargere in giro le copie sperando di attirare l'attenzione dello sconosciuto che aveva accompagnato Nino alla tipografia. Il piano funziona, l'individuo telefona a Saverio e gli dà appuntamento in una vecchia segheria abbandonata. L'uomo misterioso si rivela essere un ladro di nome Alfio, il quale ammette che lui e Nino erano complici e derubavano le case altrui; distribuivano i volantini nelle cassette della posta delle varie abitazioni e lì dove non venivano rimossi avevano la conferma che le case erano temporaneamente disabitate e dunque più facili da rapinare. Questi furti sono durati solo poche settimane, poiché Nino non voleva più avere nulla a che fare con tutto ciò; inoltre aveva confessato ad Alfio l'intenzione di aprire una nuova casa editrice, dato che a breve sarebbe entrato in possesso di una cospicua somma di denaro. 
Nel frattempo, Saverio viene accusato da Marina Tadde di aver copiato un romanzo da tale Rosario Bernunzo e, insieme a Piccionello e alla giornalista, incontra il collega per un chiarimento; Bernunzo accusa di plagio Saverio dato che il libro scritto da quest'ultimo (basato sul caso dell'omicidio di Demetrio Alù che proprio Saverio aveva risolto) ha una trama simile a quella del suo. L'equivoco viene chiarito grazie a Piccionello che convince Randone a mostrare a Bernunzo i fascicoli sul caso della morte di Alù, che confermano che il libro di Saverio non è un plagio. 
Saverio organizza un pranzo a casa di suo padre con Suleima e i suoi genitori: a sorpresa si presenta anche Giulio, invitato da Alfonso, e Saverio lo colpisce a un occhio nello stappare una bottiglia di spumante. Suleima capisce la situazione e chiede a padre di cambiare atteggiamento con Saverio, e così i due iniziano a legare. Saverio per fare colpo sui genitori della fidanzata organizza uno stand per promuovere il suo libro con l'aiuto di Michela, Liborio e Accursio, al quale sono presenti gli studenti del liceo fingendosi ammiratori del libro. Purtroppo Saverio ascolta Alfonso litigare con la moglie perché aveva capito che lo stand era solo una messa in scena ritenendo Saverio non all'altezza di Suleima. Saverio si sfoga con Michela durante un allenamento all'aperto e il vicepreside Pomarancio li fotografa mentre si baciano, facendo poi avere lo scatto a Suleima la quale si infuria con il compagno e decide di andare via di casa.
Saverio in seguito, con l'aiuto di Piccionello, dà un'occhiata alla bancarella di proprietà di Nino e trova uno scompartimento segreto, dove sono custoditi dei romanzi sconosciuti scritti da autori che non ha mai sentito nominare; l'unica cosa che hanno in comune è che sono stati pubblicati dalla stessa casa editrice sconosciuta. Bernunzo si presenta a casa di Saverio per scusarsi di averlo ingiustamente accusato, rivelandogli che spesso scrittori poco affermati tendono a minacciare di plagio gli autori più navigati e di successo sperando che, per evitare lunghe e costose cause legali, elargiscano delle somme in denaro. Sentendo questo discorso Saverio intuisce le circostanze della morte di Nino. 
Randone va al festival letterario insieme a Saverio e Piccionello e arresta il vero colpevole: Liborio. Infatti la misteriosa casa editrice che pubblicava quei libri appartiene a lui e Saverio ha capito che l'editore ha lucrato con la truffa dei plagi: Liborio acquistava dei codici ISBN ma senza fare pubblicazioni, aspettava che delle case editrici più prestigiose pubblicassero libri dal promettente successo e poi scriveva una versione simile di quei romanzi; per merito dei codici ISBN e una falsa data di stampa, i libri delle altre case editrici apparivano come dei plagi rispetto ai suoi falsi e gli autori, per evitare noie legali, lo pagavano ingenti somme. Nino aveva scoperto la truffa e pur di rimanere in silenzio, voleva che Liborio gli prestasse dei soldi per aprire un'altra casa editrice, promettendo di restituirgli il denaro in futuro. Liborio tuttavia, per timore di essere travolto dallo scandalo del suo segreto, aveva ucciso Nino nella propria auto e poi, dopo aver spostato il cadavere nel veicolo del disgraziato ex-editore, aveva scritto il biglietto per far ricadere la colpa su Marilù. 
Saverio attacca Giulio facendogli capire di avere ben chiaro quale fosse il suo obiettivo, ovvero quello di separare lui e Suleima; la ragazza infatti va ad alloggiare nella pensione di Marilù, e Giulio non la lascia mai sola. Intanto, Piccionello e Azrah iniziano a frequentarsi con grande felicità di Saverio. Agata infine regala a Marilù la bancarella di Nino, sentendo che probabilmente era quello che suo padre avrebbe voluto.
- Tratto da: Tutti i libri del mondo (racconto contenuto nell'antologia Cinquanta in blu, 2019).
- Altri interpreti: Eurydice El-Etr (Azrah), Cocò Gulotta (Accursio Miragno), Vincenzo Crivello (Rosario Bernunzo), Ninni Bruschetta (Alfonso), Romina Caruana (Matilde), Fabio Cocifoglia (Liborio Sanbuchi), Francesca Turrini (Marina Tadde), Paride Benassai (Alfio), Fabrizio Coniglio (vicepreside Ruggero Pomarancio), Maribella Piana (Maricchedda), Francesco Di Lorenzo (Nino Ardente), Virginia La Tella (Agata Ardente), Anna Attademo (Nunzia), Massimo Leggio (Ignazio Ardente), Gaetano Savatteri (se stesso), Massimo Minutella (se stesso).
- Ascolti: telespettatori 4 111 000 – share 23,2%.[5]

## La segreta alchimia
Saverio e Peppe vincono un soggiorno in un centro termale di Spinalba, paesino non lontano da Màkari. Peppe e Azrah organizzano una trappola a Suleima e Saverio facendoli incontrare a sorpresa nella piscina del centro.
A cena il gruppo fa la conoscenza di Tommaso Lentini e Anna Pennese, due giovani che stanno per sposarsi. La mattina seguente Suleima trova Carolina Torre, la dottoressa del centro, giù per le scale e chiede subito aiuto a Saverio; la donna è ancora viva e viene portata in ospedale. Saverio è convinto che non si sia trattato di un incidente vista la quantità di sangue presente sul muro e sugli scalini; lo scrittore trova nella tasca della propria giacca una pennetta USB con una lista di nomi, ed è convinto che sia stata la stessa dottoressa ad avercela messa.
Inizialmente si sospetta di Pino Cipolla, un ospite del centro venuto lì con la fidanzata Teresa che, come si evince dalle telecamere di sicurezza, era sveglio all’ora del presunto incidente; il ragazzo in Questura confessa di aver rubato il ricettario della dottoressa con l’obiettivo di prescriversi una sostanza che lo potesse mantenere giovane, in quanto detesta invecchiare. Nel frattempo, vista l’assenza di Carolina e di suo marito, Saverio e Suleima vengono chiamati a fare da testimoni al matrimonio di Anna e Tommaso che viene celebrato proprio nel centro termale. Saverio e Suleima finiscono per passare la notte insieme. 
Saverio e Peppe, dal navigatore satellitare dell’auto di Carolina, scoprono che si era diretta presso un centro d’accoglienza, e parlando con la direttrice viene rivelato che la dottoressa aveva fatto delle cospicue donazioni per espiare una colpa personale. Si sospetta quindi Danilo Rizzo, il marito di Carolina, il quale potrebbe non essere stato d’accordo con queste donazioni, tuttavia un controllo da parte di Randone verifica i pagamenti. Nel frattempo, la casa di Michela viene presa di mira dai ladri e la professoressa chiede ospitalità a Saverio. 
Poco dopo il matrimonio, Anna muore durante un’operazione perché aveva una grave forma di adenocarcinoma ai polmoni. Nel frattempo, Giulio tenta in tutti i modi di riprendersi Suleima con la scusa di appuntamenti urgenti di lavoro all’estero e la ragazza, dopo un’iniziale incertezza, accetta di partire con lui per Seoul. Tra l'altro Suleima, vedendo Michela a casa di Saverio, dà per scontato che loro due siano diventati amanti.
Durante il funerale di Anna, al cimitero Saverio nota che su alcune lapidi ci sono i nomi riportati nella lista, o per lo meno la metà, quelli che corrispondono ai numeri dispari. Saverio nel casolare del custode del cimitero trova un elenco telefonico di Messina risalente al 1998, su cui sono stati cerchiati i nomi delle tombe e accanto scritti a penna ci sono i rimanenti nominativi contrassegnati nella lista con numeri pari; il custode, vedendo Saverio con l'elenco telefonico inizia a spaventarsi, sostenendo che la cosa fosse un'idea del sindaco di Spinalba. Randone va dunque ad arrestare Seminara, il sindaco di Spinalba, accompagnato da Saverio, scoprendo che il politico, con Rizzo come complice, aveva messo in piedi da dieci anni una truffa: spacciando per centenari degli anziani che in realtà erano morti in altre date, aveva fatto diventare le terme del dottore una vera attrazione, sfruttando la scia delle fantomatiche cure delle acque capaci di allungare la vita. Per quanto riguarda i falsi centenari, che erano morti già da tempo, i loro decessi non vennero mai registrati e furono seppelliti sotto falso nome. 
Seminara confessa tutto, compreso che l'intera comunità di Spinalba ha partecipato alla truffa, in quanto essendo una piccola città di poche persone le varie famiglie si sono spartite i profitti di comune accordo; ammette anche di aver tentato di ricattare Rizzo rivelando la verità a Carolina, in quanto di lì a poco si sarebbe verificato un censimento e la truffa sarebbe stata scoperta. Rizzo viene arrestato, negando però di aver aggredito la moglie e poco dopo Carolina muore in ospedale; Teresa in seguito racconta a Saverio che Carolina le aveva confidato un rammarico per un errore che lei aveva commesso in passato e lo scrittore, tramite un'intuizione, capisce che la truffa delle terme non centra nulla con la sua morte. Insieme a Piccionello va nello studio di Carolina e trova i fascicoli sul caso di Anna, risalenti a due anni prima; la dottoressa l'aveva visitata ma aveva sminuito i sintomi preliminari della sua malattia. In quel momento arriva Tommaso e Saverio lo accusa di aver ucciso Carolina, poiché la dottoressa aveva sottovalutato il tumore di Anna all'epoca del manifestarsi dei primi sintomi e quando la malattia era ormai progredita non c'era più niente da fare. Nella disperazione del momento Tommaso ammette che Carolina gli aveva confessato l'errore che aveva commesso e lui, non riuscendo a contenere la propria rabbia, l'aveva uccisa sul colpo.
Dopo aver risolto quest’altro caso, Saverio chiede a Suleima di non partire con Giulio, ma lei non vuole dargli ascolto ed è ancora arrabbiata perché ha scoperto che Michela è stata a casa sua; a metterci una pezza ci pensano però Peppe e il padre di Saverio con la sua saggezza, mentre Saverio le giura che tra lui e Michela non c'è niente e che le aveva solo dato una temporanea ospitalità, cosa confermata anche da Peppe. Suleima e Saverio tornano quindi insieme e lei decide di non partire per Seoul, desiderando affermarsi come architetto con le proprie forze.
- Tratto da: La segreta alchimia (racconto contenuto nell'antologia Viaggiare in giallo, 2017).
- Altri interpreti: Giulio Corso (Tommaso Lentini), Eurydice El-Etr (Azrah), Agnese Lorenzini (Anna Pennese), Stefano Gianino (Pino Cipolla), Alessandro Mario (Danilo Rizzo), Alessandra Mortelliti (Carolina Torre), Marta Richeldi (Teresa), Beatrice Barillà (Stella), Nicolò Prestigiacomo (istruttore), Attilio Fabiano (sindaco Seminara), Ester Vinci (direttrice del centro d'accoglienza).
- Ascolti: telespettatori 4 386 000 – share 24,1%.[6]